# Fakulteta za šport in fizično izobraževanje v Beogradu
Fakulteta za šport in telesno vzgojo Univerze v Beogradu (izvirno srbsko Факултет спорта и физичког васпитања Универзитета у Београду), s sedežem v Beogradu, je fakulteta, ki je članica Univerze v Beogradu.